# Música criolla
La Música criolla o Canción criolla è un genere multiforme di musica peruviana che mostra influenze della musica africana, europea e andina. Il nome del genere riflette la cultura costiera del Perù e l'evoluzione locale del termine criollo in un elemento più socialmente inclusivo della nazione.
La musica afro-peruviana fu creata per la prima volta da schiavi africani in Perù durante il periodo coloniale e oltre. I ritmi comprendono Festejo, Landó, Socabon, Pregon, Zamacueca e Alcatraz. Molti di questi sono stati suonati con una miscela di strumenti spagnoli e indiani e hanno usato le coplas spagnole come testo. Furono praticati solo in raduni neri privati fino agli anni '50, quando gli sforzi di alcuni studiosi che esaminavano la comunità peruviana, come Nicomede Santa Cruz, Victoria Santa Cruz e Jose Durand, misero insieme canzoni e balli dopo aver lottato contro il razzismo e lo scarso riconoscimento. Interpreti come Lucila Campos, Caitro Soto, Susana Baca, Eva Ayllón e la compagnia di danza Peru Negro, tra gli altri, hanno portato questi generi all'attenzione del mondo.
Il genere più popolare di música criolla in Perù è la marinera, spesso chiamata la danza nazionale del Perù. Altri generi principali sono: vals peruviano e tondero, festejo, polka, zamacueca, coplas de amor fino e landó. Il Día de la Canción Criolla, festa nazionale del Perù, ha luogo il 31 ottobre.

## Sottogeneri

### Afroperuviano
Il Landó viene spesso paragonato alla musica blues per via della sua scala minore e dell'origine ritmica. Musicalmente il Landó è più lento del Festejo. Victoria Santa Cruz (che ha diretto la Scuola Nazionale di Folklore in Perù), ha lavorato per sviluppare questo genere circa 40 o 50 anni fa. È legato alle danze sudamericane del corteggiamento per i suoi movimenti sensuali ed il ritmo morbido. Composto in 12/8, è diventato una scelta popolare per i cantautori peruviani. Affonda le sue origini nel londu dell'Angola ed è anche legato al lundu brasiliano.
Il Festejo (dallo spagnolo "fiesta") è una forma di musica festosa. Può essere visto come una celebrazione dell'indipendenza di Perú e l'emancipazione degli schiavi, o come un tentativo di reinventare la musica africana della diaspora senza riferimento alla schiavitù. I compositori di tutte le razze hanno contribuito allo sviluppo del repertorio del festejo. Le sue origini sono in una gara di danza eseguita da uomini in cerchio che suonano il cajón. Oggigiorno persone di tutte le età e razze partecipano a una spiritosa danza che accompagna il festejo.

### Marinera
Le coplas, musica e danza della Marinera limeña o Canto de jarana provengono dalla Zamacueca, danza intensamente eseguita nel XIX secolo. Tuttavia è Abelardo Gamarra, El Tunante, che propose, dopo la guerra con il Cile, un cambiamento del nome, così era conosciuta anche come "cilena". La zamacueca dà il posto alla zamba argentina, alla cueca cuyana e norteña (del nord) (Argentina), la cueca boliviana e cilena, e alla marinera limeña. Il canto de jarana, coltivato dai gruppi popolari di Lima fino a metà del XX secolo, decade nella sua pratica originale in quanto, nelle registrazioni dei dischi, a causa dei limiti tecnici (i dischi non ammettevano più di tre minuti di registrazione) non si potevano registrare il canto de jarana come veniva interpretato negli ambienti di festa in cui veniva coltivato.
Una marinera limeña si compone di cinque parti: tre marinera, una resbalosa e una fuga. Perciò si dice in proposito: "marinera de jarana: di cinque, tre". In questo modo musicale e coreografico, i cultori possono gareggiare in una canzone con una musica di tempo variabile, a seconda dell'entusiasmo e delle circostanze dell'incontro.

### Polka
La Polka Criolla è simile ai vals per alcuni aspetti, ma è composta in 4/4 ed ha un ritmo molto più veloce. Lo stile e i testi sono un'espressione di maliziosa e gioiosa celebrazione della vita. È anche chiamata "polquita", un termine di vezzeggiativo. Come il vals, è tipico della costa, utilizzando lo stesso repertorio di base di strumenti, interpreti e cantautori. Alcuni esempi comuni sono "La Pitita", "Callao" e "Tacna".

### Tondero
Danza conosciuta anche come marinera dell'Alto Piura, o della yunga piurana (Morropon). Precede la Zamacueca; deriva da musica gitana e spagnola nella danza e nel canto. La caratteristica principale che la differenzia dalla Marinera è il ripetitivo tundete di chitarra collegato alla musica di bande gitane. Ha influenze africane o nere nella sua forma di coro e, talvolta, utilizza il checo, strumento costruito utilizzando una zucca secca per dare il ritmo nero. Ha poi una influenza andina, nella sua forma melodicamente chillona (cinguettante) di suonare la chitarra. A differenza della zamacueca e per via della posizione della Provincia di Morropón come regione pre-andina, questa danza è sia meticcia creola (di provenienza ispanogitano-africano) che andina. Città come Morropón, Chulucanas, San Juan de Bigote, La Matanza e Salitral erano popolate da fattorie dove vivevano molti schiavi neri e per la vicinanza alle montagne, c'erano anche migranti andini che portarono lo yaraví da Arequipa, fondendolo con la Cumanana, forma di origine ispano-africana. Crearono anche la famosa definizione Triste con Fuga de Tondero, che è molto popolare nella yunga di Lambayeque (Chongoyapana).

### Vals peruviano o criollo
Il vals criollo, o vals peruviano, è una forma musicale unica caratterizzata dal tempo in 3/4, originario della costa del Perù. Il vals criollo è una variazione del valzer europeo portato dagli spagnoli in Perù, suonato con strumenti spagnoli da creoli o meticci di tutte le razze dal periodo coloniale peruviano. Erano circa gli anni '30 quando quartieri o barrios della città iniziarono a sviluppare i propri stili. Non fu molto promosso dai media fino agli anni '50, quando diversi gruppi e cantanti singoli peruviani iniziarono a fare grandi tournée. Altri cantanti, cantautori ed etnomusicologi stavano raccogliendo vecchie interpretazioni e iniziarono a registrare canzoni mai registrate prima. Questo tipo di musica prevede un elaborato lavoro di chitarra spagnola accompagnata negli ultimi anni da cajón e nacchere, con testi che parlano di amore, problemi sociali e nostalgia. Questa forma è conosciuta al di fuori del Perù come vals peruano (valzer peruviano). Tra gli artisti di vals più popolari ci sono cantanti come Arturo "Zambo" Cavero, Jesús Vásquez, gruppi come Los Morochucos, Los Troveros Criollos, Los Embajadores Criollos, Fiesta Criolla e compositori come Felipe Pinglo Alva, Chabuca Granda e Augusto Polo Campos.

### Zamacueca
Il ricercatore peruviano Castro Nué ha affrontato l'origine di certe danze e sostiene che la Marinera avrebbe la sua origine nella Zamacueca o Mozamala, danza regionalista di coppia, che ha origine probabilmente nella costa nord del Perù, La Libertad. Originariamente era derivata da danze africane ballate sulla costa peruviana. La versione settentrionale è più allegra, vivace e suonata anche con la tromba, anche se a Lima, la zamacueca ha più influenze africane e lo stile di suonare la chitarra è più dolce e ritmico, vale a dire in contrasto con la versione nord che è più gitana e meticcia (per l'influenza andina). Come nel Tondero di Piura, la danza rappresenta la caccia del gallo alla gallina, l'innamoramento degli uccelli ed il combattimento dei galli, temi popolari nella costa centro settentrionale del Perù. Per quanto riguarda i vestiti, la donna indossa una larga camicia chiamata anaco che spicca come una blusa sulla gonna ampia che è attaccata alla vita. Molto famosi sono anche i famosi "Dormilonas", orecchini artistici lavorati in filigrana, opera degli orafi della città. Il maschio usa un cappello di paglia fine, una camicia a strisce o bianca, una cintura norteña e pantaloni bianchi o neri.

### Festejo, Alcatraz e altri generi afro-peruviani
Nicomedes Santa Cruz, poeta, decimista e studioso della cultura afroperuviana o negra, raccontava che il festejo era un genere musicale che veniva cantato, ma che non fu ballato fino a che, alla fine del decennio degli anni '40, don Porfirio Vásquez, decimista, ballerino e compositore, insegnando in un'accademia di danza folcloristica, fuse i passi del "Son de los diablos" con quelli della Resbalosa, creando una danza che ora ha una grande importanza nella cultura musicale peruviana.
Tra i primi Festejos popolari ricordiamo "Don Antonio Mina" e "Trai-Lai-Lai", del gruppo Los Chalanes del Perú del 1946. Più tardi, negli anni '60, si diffusero i festejos del compositore Pepe Villalobos Cavero, come ad esempio le sue opere "El Negrito chinchiví", "El galpón", "Mueve tu cucu", "La morena Trinidad", "El pobre Miguel", "La comadre Cocoliche", "Cintura quiebra", "Milagros Grande"(con parole di Catalina Recavarren, dedicate a San Martín de Porres). Altri festejos antichi sono "Congorito" di Filomeno Ormeño e "Son de los diablos" di Fernando Soria, in cui descrive la danza del carnevale con lo stesso nome in cui è stato ricordato Don Francisco Andrade, che chiamavano "Ño Bisté", l'ultimo caporale della danza che ci fu a Lima fino al 1949.
A metà degli anni 1950 si sviluppò un lavoro condotto da José Durand Flórez, che promosse lo spettacolo sulla base delle opere di Pancho Fierro e che poi continuarono altri gruppi. La cultura popolare creola e afro-peruviana riconosce in importanti nuclei familiari la possibilità della sua continuità. Tra questi è di grande importanza la famiglia Vásquez: Don Porfirio (da Aucallama, a nord di Lima) e dei suoi figli, Abelardo e Vicente, che operarono su diversi aspetti della cultura musicale e coreografica: chitarra, cajón, composizione, canto, le decime, lo zapateo, la marinera, il festejo, i pregones, ecc. La rivendicazione della presenza africana nella cultura peruviana, realizzata da Vittoria e Nicomede Santa Cruz, attraverso gruppi di teatro e danza, nonché attraverso la creazione letteraria, coreografica e musicale, ebbe il suo maggiore sviluppo nei decennio degli anni 1970. Con il lavoro del Conjunto Nacional de Folclore (Gruppo nazionale del folclore), diretto da Victoria Santa Cruz, che sottolineò il lavoro sulle danze afro-peruviane.
Nello stesso periodo ebbe il sostegno dello stato il gruppo Perú Negro, guidato dal cañetano Ronaldo Campos, con la presenza del poeta César Calvo. Questo gruppo ha sviluppato un importante repertorio di canzoni e danze che sono state presentate con grande successo sia in Perù che all'estero. I gruppi professionali di ballerini e di musicisti sono le principali fonti di ricreazione delle danze afro-peruviane che vengono coltivate oggi, in particolare il festejo, la danza che sul palcoscenico viene presentata come una danza di coppie interdipendenti ed in ogni caso, a livello popolare e spontaneo, viene coltivato come una danza a coppie libere, con un'ottima accoglienza da parte del pubblico giovane.
Cantanti come Lucila Campos, Eva Ayllón e Arturo "Zambo" Cavero hanno rafforzato la crescita di questi generi e l'ampliamento del repertorio. È singolare il contributo di Carlos Soto de la Colina "Caitro Soto", che, prendendo antiche tradizioni di San Luis de Cañete, crea e ricrea motivi e canzoni classiche dal repertorio afro-peruviano. Tale è il caso di "Toro mata", un genere musicale che secondo le notizie che abbiamo, si sviluppò nel XIX secolo e che cantanti come Cecilia Barraza, hanno reso molto popolare.
Carlos Soto, nel libro intitolato "De Cajón", Caitro Soto: "El duende en la música peruana", dichiara del "Toro mata":
(pag. 80-81, Empresa Editora "El Comercio", Lima, 1995)
Caitro Soto è un collezionista di canzoni famose come "A sacá camote con el pie", del genere landó, i festejos: "Yo tengo dos papás", "Canto a Cañete", "Curruñao", "Ollita Noma", "Negrito de la Huayrona", "Negrito de San Luis" e l'alcatraz "Quema tú". Canzoni che si ballano, indubbiamente con la sensualità e la gioia delle vecchie "danze di vita", come si diceva alle danze dei discendenti africani a San Luis de Cañete, canzoni che nei loro versi raccolgono le esperienze quotidiane del lavoratori in campagna e in città.
(Caitro Soto (op.cit.))

### Duetti, trii e gruppi rinomati
- Alma Criolla, gruppo formato da: Carlos Honores Pando, Víctor Flores Sales, Jorge Ibáñez Pizarro e Emilio Newman.
- Montes Y Manrique, duetto formato da: Eduardo Montes e César Augusto Manrique.
- Costa Y Monteverde, duetto formato da: Jorge Costa e Ángel Monteverde.
- La Limeñita Y Ascoy, duetto formato da i fratelli: Pedro Alejandro e Rosa Dolores Ascoy Villón.
- Las Criollitas, duetto formato da: Eloísa Angulo e Margarita Cerdeña.
- Conjunto "Ricardo Palma", formato da Francisco Ballesteros Nole, Samuel Márquez ed in alcuni momenti integrato anche da Víctor 'Gancho' Arciniega e Juan Criado.
- Los Trigo, duetto formato da i fratelli: Carlos Alfonso e Zoila Trigo.
- Las Hermanas Del Rocío. duetto formato dalle sorelle: Anita e Isabel Joulain
- Las Limeñitas, duetto formato dalle sorelle: Graciela e Noemí Polo.
- Los Chamas, trio formato da: Rolando Gómez, Ricardo Luna, (poi: Washington Gómez) e Óscar Bromley.
- Los Morochucos, trio formato da: Óscar Avilés, Augusto Ego Aguirre e Alejandro Cortéz.
- Los Los Morochucos Chamacos, duetto formato da: Augusto Ego Aguirre e Luis Sifuentes.
- Los Ascuez, duetto formato dai fratelli: Augusto e Alejandro Ascuez.
- Los Virreyes De Lima, trio formato da: Juan Salas, César Lassús e Aurelio Chávez.
- Los Kipus, trio formato da: Genaro Ganoza, Paco Maceda e Carmen Montoro (poi Zoraida Villanueva, Charito Alonso, Eva Ayllón, Pilar Valdivia, Susana Santander, Teresa Andrade e Rosa Luz García).
- Los Romanceros Criollos, trio formato da: Julio Álvarez, Lucas Borja e Guillermo Chipana.
- Los Embajadores Criollos, trio formato da: Rómulo Varillas, Alejandro Rodríguez e Carlos Correa.
- Los Favoritos, duetto formato da: Noemí Polo e Alejandro Cortez.
- Los Trovadores del Perú, trio formato da: Javier Gonzáles, Oswaldo Campos e Miguel Paz.
- Fiesta Criolla, gruppo formato da: Panchito Jiménez, Óscar Avilés (poi Roberto Velásquez), Humberto Cervantes, Pedro Torres, Arístides Ramírez.
- Los Troveros Criollos, duetto formato da Jorge "Carreta" Pérez e Luis Garland.
- Los Troveros Criollos, trio formato da Luis Garland, Humberto Pejovés e Pepe Ladd.
- Los Dávalos, duetto formato da i fratelli Víctor e José Dávalos.
- Irma y Oswaldo, duetto formato da Irma Céspedes e Oswaldo Campos.
- Perú Negro, gruppo formato da: Lucila e Ronaldo Campos, Carlos "Caitro" Soto, Línder Góngora, Isidoro Izquierdo, Guillermo Nicasio, Eusebio "Pititi" Sirio, Julio Algendones e Orlando Soto.
- Los Caciques, trio formato da: Óscar "Pajarito" Bromley, Rafael Amaranto e Félix Cassaretto "Caraspalta".
- Los Cholos, duetto formato da: Miguel Cabrejos e Víctor Gadea.
- Leturia - Velásquez, duetto formato da: Alfredo Leturia e Gustavo "Chavo" Velásquez.
- Los Dos Compadres, duetto formato da: Rómulo Varillas e Fernando Loli.
- El Trío Cristal, gruppo formato da: Guillermo Chipana, Rufino Echenique e Samuel Altuna.
- Los Trovadores del Norte, gruppo formato da: Rafael Otero, José Aguilar e Manuel Ayulo.
- Los Govea, duetto formato da i fratelli: Alejandro e Ricardo Govea.
- Los Ases del Perú, duetto formato da: Eddy Martínez e Oswaldo Campos.
- Los Ardiles, gruppo formato dai fratelli: Eddie, Federico, Jaime e Carlos Ardiles.
- Los Bohemios, duetto formato da: Santiago Caballero e Víctor Mendoza.
- Los Aguirre, gruppo formato dai fratelli: Mercedes, Maritza, Enrique e Alfredo Aguirre.
- Los Pallas, gruppo formato da: Manuel Zambrano, Hugo Pajuelo e Fidel Córdova.
- Los Cinco, gruppo formato da: Maribel Freundt, Raúl Chueca, Jorge Hawie, Jorge  e  Patricio Sabogal.
- Los Zañartu, gruppo formato dai fratelli: Julissa, Elena, Luis e Antonio Zañartu.
- Los Soles del Perú, duetto formato da: Eduardo Álvarez e Javier Gonzáles.
- Los Catter, duetto formato dai fratelli: José e Eduardo Catter.
- Cuarteto "Perú", gruppo formato dai fratelli: Luis e Jesús Martínez, Jaime e Ricardo García.
- Tradición Limeña, gruppo creato da Pepe Villalobos Cavero.

## Riconoscimento dell'OEA
Grazie agli sforzi dell'allora presidente del Perù, Alan García Pérez, l'Organizzazione degli Stati americani OEA ha dichiarato Augusto Polo Campos, Arturo "Zambo" Cavero, Óscar Avilés, Luis Abanto Morales e Jesús Vásquez "Patrimonios Artísticos de América" (3 giugno, 1987)